# Łukasz Kolenda
Łukasz Kolenda (ur. 28 lipca 1999 w Ełku) – polski koszykarz występujący na pozycji rozgrywającego, reprezentant kraju, obecnie zawodnik Śląska Wrocław.
9 lipca 2021 opuścił Trefl Sopot i dołączył do Śląska Wrocław.
Wraz z początkiem sezonu 2024/2025 dołączył do Arki Gdynia.

## Osiągnięcia
Stan na 16 czerwca 2023, o ile nie zaznaczono inaczej.

### Drużynowe
Seniorskie
- Mistrz Polski (2022)[5]
- Wicemistrz Polski (2023)[6]
- Zdobył ze Śląskiem Wrocław brązowy medal PLK (2024)[7]
- Finalista Superpucharu Polski (2022)[8]

Młodzieżowe
- Mistrz Polski juniorów (2014)
- Wicemistrz Polski kadetów (2013)
- Brązowy medalista mistrzostw Polski kadetów (2015)

### Indywidualne
- MVP kolejki EBL (22 – 2020/2021, 4 – 2022/2023)[9][10]
- Zaliczony do I składu kolejki EBL (7, 22 – 2020/2021, 4, 9, 28 – 2022/2023)[11][12][13][14][15]

### Reprezentacja
Seniorska
- Uczestnik:
  - kwalifikacji olimpijskich (2021)
  - mistrzostw Europy (2022 – 4. miejsce)[16]

Młodzieżowe
- Mistrz Europy U–20 dywizji B (2018)[17]
- Wicemistrz Europy U–16 dywizji B (2015)
- Uczestnik mistrzostw Europy:
  - U–20 (2019 – 14. miejsce)
  - U–16 (2014)
  - U–18 dywizji B (2016 – 6. miejsce, 2017 – 5. miejsce)
- MVP mistrzostw Europy U–20 dywizji B (2018)[17]
- Zaliczony do I składu mistrzostw Europy U–20 dywizji B (2018)[17]